# Smallegange
Het kasteel Smallegange stond bij de Nederlandse buurtschap Abbekinderen, provincie Zeeland. Het voormalige kasteelterrein is aangewezen als rijksmonument.

## Etymologie
Het kasteel is vernoemd naar de kreek Smallegange. Deze kreeg is tijdens een stormramp in de 11e of 12e eeuw ontstaan.

## Geschiedenis
Reeds in de 14e en 15e eeuw was er in Kloetinge sprake van de familie Van Smallegange: de oudste vermelding betreft Willem van Smallegange († 1315), die was getrouwd met de dochter van de heer van Kloetinge. De 17e-eeuwse historicus Mattheus Smallegange schreef dat zijn voorouders het kasteel daadwerkelijk hebben bewoond en dat enkelen van hen in de 15e eeuw in de kerk van Kloetinge waren begraven. Het is in ieder geval aannemelijk dat de familie Van Smallegange het kasteel heeft gebouwd in de loop van de 14e eeuw, mogelijk als opvolger van een huis op een nabij gelegen werf.
De oudste vermelding van het kasteel dateert pas uit 1557. In dat jaar verkochten de weduwe en kinderen van Cornelis Mattheuszoon Smallegange het huis aan Jan Claessen Hollander. Bij het huis hoorden onder andere ook een jachtbos en het recht op duivenhouderij. Rond 1560 brak er brand uit, waarna het kasteel werd herbouwd. In 1591 verkocht Rochus Jacobsen Hollander het huis Smallegange aan Pieter Huybrechtssen.
Volgens Mattheus Smallegange was er in 1696 niets meer van het vervallen gebouw over en op de kasteelplaats was een boomgaard aangelegd. Aan de overzijde was wel een nieuw huis gebouwd, maar dat lijkt slechts een eenvoudig onderkomen te zijn geweest.

## Beschrijving
Het kasteel was gebouwd op een verhoogd terrein langs de kreek Smallegange, waarschijnlijk als opvolger van bewoning op een werf in de omgeving.
Uit de ontwikkelingen in de 16e eeuw blijkt dat de eigenaren voldoende waarde hechtten aan Smallegange. Zo werd het na de brand van 1560 weer volledig herbouwd en leverde de verkoop in 1591 een flink bedrag op. De bijbehorende rechten - een jachtbos en het houden van duiven - wijzen op heerlijke rechten.
Uit archeologisch onderzoek in 2005 kwam naar voren dat er nog restanten van het herbouwde huis uit 1560 aanwezig zijn in de bodem. Het middeleeuws huis is hierbij niet teruggevonden.
Aldegonde · Kasteel van Axel · Baarland · Baarsdorp · Barbestein · Biervliet · Bieweg · Blodenburg · Huis der Boede · Brijdorpe · Bruëlis · 't Burchtje · Burggravensteen · Buttinge · Coxijde · Crayenstein · Duinbeek · Duivelsberg · Ellewoutsdijk · Filippenburg · Geersdijk · Gistellis · Gravenhof · Slot Haamstede · Kasteel Hellenburg · Herkestein · Heuvelsweg · Hoge Huis · Ter Hooge · Hoogkamer · Kats · Kind van Trente · Kleverskerke · Kortgene · Kreke · Kruiningen · Laterdale · Lodijke · Maalstede (Hulst) · Maalstede (Kapelle) · Magdalon · Hof Ter Moere · Moermond · Te Mortiere · Muiden · Hof ter Nisse (Nisse) · Hof ter Nisse (Ossenisse) · Oostende · Oostende (Goes) · Oosterstein · Poelvoorde · Poortvliet · Popkensburg · De Pottere · Poucques · Pronkenburg · Ravenstein · Saeftingher Slot · Kasteel van Sint-Maartensdijk · Schengen · Sluis · Smallegange · Stavenisse · Tolhuis van Iersekeroord · Huus ter Tolne · Torenberg · Torenhoeve · Toren van Bourgondië · Troye · Valkenisse · Vinninghen · Vlissingen · Voorhoute · Waarde · Watervliet · Weldamme · Welland · Huis te Werf · Te Werve · Westenschouwen · Westhove · Westkerke · Windenburg · Zandenburg · Zwanenburg